# Campionat del Món de Clubs d'hoquei sobre patins masculí 2006
La primera edició del Campionat del Món de Clubs d'hoquei patins masculí es va disputar a la ciutat de Luanda, Angola, l'any 2006.
El pressupost per a la competició fou d'un milió de dòlars. El vencedor guanyà 5.000 euros de premi, el segon 2.500 euros i el tercer 1.250. Tots els equips participants van tenir el seu premi. El màxim golejador fou Luís Viana, jugador portuguès del Bassano, qui marcà 13 gols.

## Format
12 equips de 8 països diferents van prendre part a la competició. Els equips es van dividir en quatre grups de tres equips cadascun. El primer classificat de cada grup avançava a la fase final que es disputava en forma de lligueta per decidir en campió. La resta d'equips s'enfrontaren en un sistema d'eliminatòries per decidir-ne les posicions de la 5 a la 12.

## Equips participants
Àfrica:
 Juventude de Viana
 Petro de Luanda
 Desportivo de Maputo
Europa:
 FC Porto
 SL Benfica
 Bassano Hockey 54
 Amatori Lodi
 Reus Deportiu
 Sud-amèrica :
 Sertãozinho HC
 Concepción CP
 Olimpia de San Juan
 Estudantil San Miguel

## Fase de grups
Tots els horaris corresponen als horaris locals d'Àfrica Occidental / Europa Occidental.

### Grup A
| Equip                   | Pts | PJ | PG | PE | PP | GF | GC | Dif. |
| ----------------------- | --- | -- | -- | -- | -- | -- | -- | ---- |
| 1. Bassano Hockey 54    | 4   | 2  | 1  | 1  | 0  | 21 | 3  | 18   |
| 2. Concepción CP        | 4   | 2  | 1  | 1  | 0  | 19 | 4  | 15   |
| 3. Desportivo de Maputo | 0   | 2  | 0  | 0  | 2  | 7  | 30 | -33  |

| Dia            | Hora  |            | Resultat | Resultat |            | Doc.                                  |
| -------------- | ----- | ---------- | -------- | -------- | ---------- | ------------------------------------- |
| 24 de setembre | 18:30 | Bassano    | 0        | 0        | Concepción | Arxivat 2007-09-28 a Wayback Machine. |
| 27 de setembre | 17:00 | Maputo     | 3        | 21       | Bassano    | Arxivat 2007-09-28 a Wayback Machine. |
| 26 de setembre | 21:30 | Concepcíon | 19       | 4        | Maputo     | Arxivat 2007-09-28 a Wayback Machine. |

### Grup B
| Equip                  | Pts | PJ | PG | PE | PP | GF | GC | Dif. |
| ---------------------- | --- | -- | -- | -- | -- | -- | -- | ---- |
| 1. FC Porto            | 6   | 2  | 2  | 0  | 0  | 12 | 3  | 9    |
| 2. Olimpia de San Juan | 3   | 2  | 1  | 0  | 1  | 6  | 9  | -3   |
| 3. Juventude de Viana  | 0   | 2  | 0  | 0  | 2  | 4  | 10 | -6   |

| Dia            | Hora  |       | Resultat | Resultat |         | Doc.                                  |
| -------------- | ----- | ----- | -------- | -------- | ------- | ------------------------------------- |
| 24 de setembre | 21:30 | Porto | 5        | 2        | Viana   | Arxivat 2007-09-28 a Wayback Machine. |
| 25 de setembre | 17:00 | Porto | 7        | 1        | Olimpia | Arxivat 2007-09-28 a Wayback Machine. |
| 26 de setembre | 18:30 | Viana | 2        | 5        | Olimpia | Arxivat 2007-09-28 a Wayback Machine. |

### Grup C
| Equip                    | Pts | PJ | PG | PE | PP | GF | GC | Dif. |
| ------------------------ | --- | -- | -- | -- | -- | -- | -- | ---- |
| 1. Reus Deportiu         | 6   | 2  | 2  | 0  | 0  | 14 | 3  | 11   |
| 2. Amatori Lodi          | 3   | 2  | 1  | 0  | 1  | 6  | 7  | -1   |
| 3. Estudantil San Miguel | 0   | 2  | 0  | 0  | 2  | 3  | 13 | -10  |

| Dia            | Hora  |      | Resultat | Resultat |            | Doc.                                  |
| -------------- | ----- | ---- | -------- | -------- | ---------- | ------------------------------------- |
| 24 de setembre | 20:00 | Reus | 9        | 1        | Estudantil | Arxivat 2007-09-28 a Wayback Machine. |
| 25 de setembre | 18:30 | Lodi | 4        | 2        | Estudantil | Arxivat 2007-09-28 a Wayback Machine. |
| 26 de setembre | 20:00 | Reus | 5        | 2        | Lodi       | Arxivat 2007-09-28 a Wayback Machine. |

### Grup D
| Equip              | Pts | PJ | PG | PE | PP | GF | GC | Dif. |
| ------------------ | --- | -- | -- | -- | -- | -- | -- | ---- |
| 1. SL Benfica      | 6   | 2  | 2  | 0  | 0  | 11 | 1  | 10   |
| 2. Petro de Luanda | 1   | 2  | 0  | 1  | 1  | 2  | 3  | -1   |
| 3. Sertãozinho HC  | 1   | 2  | 0  | 1  | 1  | 3  | 12 | -9   |

| Dia            | Hora  |         | Resultat | Resultat |             | Doc.                                  |
| -------------- | ----- | ------- | -------- | -------- | ----------- | ------------------------------------- |
| 24 de setembre | 17:00 | Benfica | 1        | 0        | Petro       | Arxivat 2007-09-30 a Wayback Machine. |
| 25 de setembre | 20:00 | Petro   | 2        | 2        | Sertãozinho | Arxivat 2007-09-28 a Wayback Machine. |
| 26 de setembre | 17:00 | Benfica | 10       | 1        | Sertãozinho | Arxivat 2007-09-28 a Wayback Machine. |

## Fase final
| Equip                | Pts | PJ | PG | PE | PP | GF | GC | Dif. |
| -------------------- | --- | -- | -- | -- | -- | -- | -- | ---- |
| 1. Bassano Hockey 54 | 9   | 3  | 3  | 0  | 0  | 10 | 6  | 4    |
| 2. Reus Deportiu     | 6   | 3  | 2  | 0  | 1  | 11 | 4  | 7    |
| 3. SL Benfica        | 1   | 3  | 0  | 1  | 2  | 4  | 7  | -3   |
| 4. FC Porto          | 1   | 3  | 0  | 1  | 2  | 3  | 11 | -8   |

| Dia            | Hora  |         | Resultat | Resultat |         | Doc.                                  |
| -------------- | ----- | ------- | -------- | -------- | ------- | ------------------------------------- |
| 28 de setembre | 20:00 | Bassano | 4        | 2        | Porto   | Arxivat 2007-09-28 a Wayback Machine. |
| 28 de setembre | 21:30 | Benfica | 1        | 3        | Reus    | Arxivat 2007-09-28 a Wayback Machine. |
| 29 de setembre | 20:00 | Porto   | 1        | 1        | Benfica | Arxivat 2007-09-28 a Wayback Machine. |
| 29 de setembre | 21:30 | Reus    | 2        | 3        | Bassano | Arxivat 2007-09-28 a Wayback Machine. |
| 30 de setembre | 18:00 | Bassano | 3        | 2        | Benfica | Arxivat 2007-09-30 a Wayback Machine. |
| 30 de setembre | 19:30 | Porto   | 0        | 6        | Reus    | Arxivat 2007-09-28 a Wayback Machine. |

## Posicions de la 5 a la 12

### Primera ronda
| Dia            | Hora  |            | Resultat | Resultat |             | Doc.                                  |
| -------------- | ----- | ---------- | -------- | -------- | ----------- | ------------------------------------- |
| 28 de setembre | 10:30 | Maputo     | 3        | 6        | Olimpia     | Arxivat 2007-09-28 a Wayback Machine. |
| 28 de setembre | 12:00 | Concepcion | 2 (3)    | 2 (0)    | Viana       | Arxivat 2007-09-28 a Wayback Machine. |
| 28 de setembre | 17:00 | Estudantil | 2 (2)    | 2 (1)    | Petro       | Arxivat 2007-09-28 a Wayback Machine. |
| 28 de setembre | 18:30 | Lodi       | 4        | 1        | Sertãozinho | Arxivat 2007-09-28 a Wayback Machine. |

### Segona ronda
Vencedors de la primera ronda
| Dia            | Hora  |            | Resultat | Resultat |            | Doc.                                  |
| -------------- | ----- | ---------- | -------- | -------- | ---------- | ------------------------------------- |
| 29 de setembre | 16:00 | Estudantil | 0        | 3        | Olimpia    | Arxivat 2007-09-28 a Wayback Machine. |
| 29 de setembre | 17:30 | Lodi       | 2 (3)    | 2 (2)    | Concepcion | Arxivat 2007-09-30 a Wayback Machine. |

Perdedors de la primera ronda
| Dia            | Hora  |             | Resultat | Resultat |        | Doc.                                  |
| -------------- | ----- | ----------- | -------- | -------- | ------ | ------------------------------------- |
| 29 de setembre | 10:30 | Petro       | 6        | 0        | Maputo | Arxivat 2007-09-28 a Wayback Machine. |
| 29 de setembre | 12:00 | Sertãozinho | 2        | 5        | Viana  | Arxivat 2007-09-30 a Wayback Machine. |

### Tercera ronda
Posició 5a i 6a
| Dia            | Hora  |         | Resultat | Resultat |      | Doc.                                  |
| -------------- | ----- | ------- | -------- | -------- | ---- | ------------------------------------- |
| 30 de setembre | 16:30 | Olimpia | 3        | 2        | Lodi | Arxivat 2007-09-28 a Wayback Machine. |

Posició 7a i 8a
| Dia            | Hora  |            | Resultat | Resultat |            | Doc.                                  |
| -------------- | ----- | ---------- | -------- | -------- | ---------- | ------------------------------------- |
| 30 de setembre | 15:00 | Estudantil | 3        | 7        | Concepcion | Arxivat 2007-09-28 a Wayback Machine. |

Posició 9a i 10a
| Dia            | Hora  |       | Resultat | Resultat |       | Doc.                                  |
| -------------- | ----- | ----- | -------- | -------- | ----- | ------------------------------------- |
| 30 de setembre | 12:00 | Petro | 3        | 2        | Viana | Arxivat 2007-09-30 a Wayback Machine. |

Posició 11a i 12a
| Dia            | Hora  |        | Resultat | Resultat |             | Doc.                                  |
| -------------- | ----- | ------ | -------- | -------- | ----------- | ------------------------------------- |
| 30 de setembre | 10:30 | Maputo | 5        | 7        | Sertãozinho | Arxivat 2007-09-30 a Wayback Machine. |

## Classificació final
| Equip                    | Pts | PJ | PG | PE | PP | GF | GC | Dif. |
| ------------------------ | --- | -- | -- | -- | -- | -- | -- | ---- |
| 1. Bassano Hockey 54     | 13  | 5  | 4  | 1  | 0  | 31 | 9  | 22   |
| 2. Reus Deportiu         | 12  | 5  | 4  | 0  | 1  | 25 | 7  | 18   |
| 3. SL Benfica            | 7   | 5  | 2  | 1  | 2  | 15 | 8  | 7    |
| 4. FC Porto              | 7   | 5  | 2  | 1  | 2  | 15 | 14 | 1    |
| 5. Olimpia de San Juan   | 12  | 5  | 4  | 0  | 1  | 18 | 14 | 4    |
| 6. Amatori Lodi          | 7   | 5  | 2  | 1  | 2  | 14 | 13 | 1    |
| 7. Concepción CP         | 9   | 5  | 2  | 3  | 0  | 30 | 11 | 19   |
| 8. Estudantil San Miguel | 1   | 5  | 0  | 1  | 4  | 10 | 25 | -15  |
| 9. Petro de Luanda       | 8   | 5  | 2  | 2  | 1  | 13 | 7  | 6    |
| 10. Juventude de Viana   | 4   | 5  | 1  | 1  | 3  | 11 | 17 | -6   |
| 11. Sertãozinho HC       | 4   | 5  | 1  | 1  | 3  | 13 | 26 | -13  |
| 12. Desportivo de Maputo | 0   | 5  | 0  | 0  | 5  | 15 | 49 | -34  |